# Laura Dernová
Laura Elizabeth Dernová, nepřechýleně Dern, (* 10. února 1967, Los Angeles, Kalifornie, USA) je americká herečka, režisérka a filmová producentka.
Pochází ze známé herecké rodiny, jejím otcem je Bruce Dern a matkou Diane Ladd. Za svoji kariéru, započatou již v roce 1973, byla oceněna mnoha prestižními cenami (včetně Oscara). Mezi její nejznámější role patří paleobotanička Ellie Sattler, kterou ztvárnila ve filmu Jurský park (1993) a Jurský park 3 (2001). Na kontě má však několik desítek dalších filmů, včetně dramatických rolí. Účinkovala také v televizních seriálech, například v minisérii od HBO Sedmilhářky, vytvořené na motivy stejnojmenné knihy.

## Filmografie – výběr

### Film
| Rok  | Název                       | Role              | Poznámky |
| ---- | --------------------------- | ----------------- | -------- |
| 1985 | Maska                       | Diana Adams       |          |
| 1986 | Modrý samet                 | Sandy Williams    |          |
| 1990 | Zběsilost v srdci           | Lula Fortune      |          |
| 1993 | Jurský park                 | Ellie Sattler     |          |
| 1993 | Dokonalý svět               | Sally Gerber      |          |
| 1996 | Občanka Ruth                | Ruth Stoops       |          |
| 1999 | Říjnové nebe                | Freida J. Riley   |          |
| 2000 | Dr. T a jeho ženy           | Peggy             |          |
| 2001 | Jurský park 3               | Ellie Sattler     |          |
| 2001 | Jmenuji se Sam              | Randy Carpenter   |          |
| 2006 | Zabijáci osamělých srdcí    | Rene Fodie        |          |
| 2010 | Fotři jsou lotři            | Prudence Simmons  |          |
| 2014 | Hvězdy nám nepřály          | Frannie Lancaster |          |
| 2014 | Na vítězné vlně             | Beverly Ladouceur |          |
| 2014 | Divočina                    | Bobbi Lambrecht   |          |
| 2014 | 99 Homes                    | Lynn Nash         |          |
| 2016 | Zakladatel                  | Ethel Kroc        |          |
| 2017 | Star Wars: Poslední z Jediů | Amilyn Holdo      |          |
| 2017 | Zmenšování                  | Laura Lonowski    |          |
| 2018 | Zkouška ohněm               | Elizabeth Gilbert |          |
| 2018 | Příběh                      | Jennifer Fox      |          |
| 2019 | Malé ženy                   | Marmee March      |          |
| 2019 | Manželská historie          | Nora Fanshaw      |          |
| 2019 | Mrazivá pomsta              | Grace Coxman      |          |
| 2022 | Jurský svět: Nadvláda       | Ellie Sattler     |          |
| 2022 | Syn                         | Kate              |          |

### Televize
| Rok       | Název                  | Role              | Poznámky                     |
| --------- | ---------------------- | ----------------- | ---------------------------- |
| 2002      | Západní křídlo         | Tabatha Fortis    | díl: „Oficiální básnířka"    |
| 2002–2003 | Tatík Hill a spol.     | Katherine (hlas)  | 2 díly                       |
| 2008      | Nové sčítání hlasů     | Katherine Harris  | TV film                      |
| 2015–2021 | R jako rodina          | Sue Murphy (hlas) | 44 dílů                      |
| 2017      | Twin Peaks             | Diane Evans       | 9 dílů                       |
| 2017      | Poslední chlap na Zemi | Catherine         | díl: „Got Milk?"             |
| 2017      | Nezdolná Kimmy Schmidt | Wendy Hebert      | díl: „Kimmy Can't Help You!" |
| 2017–2019 | Sedmilhářky            | Renata Klein      | 14 dílů                      |
| 2022      | Bílý lotos             | Abby (hlas)       | 2 díly                       |